# 4420 Alandreev
4420 Alandreev (1936 PB) là một tiểu hành tinh vành đai chính được phát hiện ngày 15 tháng 8 năm 1936 bởi G. N. Neujmin ở Simeis.